# Coomb Volcanic Formation
Die Coomb Volcanic Formation ist ein geologischer Schichtenverband vulkanischen Ursprungs, der während des ausgehenden Neoproterozoikums (Ediacarium) im Südwesten von Wales abgelagert wurde. Er enthält primitive Fossilien.

## Geologie
Die Coomb Volcanic Formation liegt im Llangynog Inlier, einem nur 3 Quadratkilometer großen Aufbruch des Grundgebirges in Wales, in dem die Südwestspitze des Wrekin-Terrans an der Oberfläche erscheint. Die Kontakte zum Deckgebirge sind entweder Verwerfungen oder Diskordanzen. So folgt beispielsweise Unterkambrium mit dem Foraminiferen-führenden (Psammosphaera und Saccamina) Allt y Shed Sandstone diskordant über der Coomb Volcanic Formation.  Der Llangynog Inlier ist ähnlich wie die Longmyndian Supergroup zwischen zwei Ostnordost-streichenden Verwerfungen eingezwängt – der Pontesford-Linley Fault im Westen und der Church Stretton Fault etwas weiter im Osten. Die Pontesford-Linley Fault bildet die Grenze zum Cymru-Terran Ostavalonias.

## Stratigraphie
Die bimodale Coomb Volcanic Formation wurde im marinen Milieu abgelagert, mit einer Mächtigkeit von 1100 Meter. Die Formation kann in zwei Member unterteilt werden, im Liegenden das 350 bis 400 Meter mächtige Castell Cogan Rhyolite Member und im Hangenden das 700 Meter mächtige Coed Cochion Volcaniclastic Member.
Insgesamt besteht die Formation vorwiegend aus untermeerisch abgelagerten rhyolithischen und andesitischen Laven und Tuffen, die von Doleriten intrudiert werden. Unter die extrusiven Vulkanite schalten sich Lagen von Siltstein und Sandstein ein. 
Die Initialphase des Vulkanismus war explosiver Natur, es entstanden Aschenflusstuffe. Unter etwas ruhigeren Bedingungen ergossen sich dann Rhyolithströme und es bildeten sich Rhyolithdome. Hierüber legten sich dann bimodale Laven, Aschenflusstuffe, kleinere Intrusionen und Vulkaniklastika. 
Die Rhyolithe des Castell Cogan Rhyolite Member sind weitgehend verkieselt und entglast und lassen nur noch wenig von ihrer ursprünglichen Struktur erkennen. In manchen Aufschlüssen lässt sich Fließbänderung erkennen und Perlit- wie auch Schneeflockenstrukturen weisen auf ihren glasförmigen Ursprung hin. Das darüberfolgende Coed Cochion Volcaniclastic Member ist wesentlich abwechslungsreicher und wird von vulkaniklastischen Siltsteinen beherrscht, die im Flachwasser abgesetzt wurden. Zwischengeschaltet sind basaltisch-andesitische Laven, Autobrekzien, seltene submarine Hyaloklastite, rhyolitische Bimse und scherbenreiche Aschenflusstuffe.

## Entstehung
Es wird angenommen, dass die Vulkanite auf einer ephemeren Inselkette entstanden, welche relativ rasch wieder aufgearbeitet und dann eingeebnet wurde. Geochemische Untersuchungen zeigen, dass sowohl Laven und Tuffe durch fraktionierte Kristallisation miteinander in Verbindung stehen. Die geochemischen Signaturen verweisen sowohl auf Platteninneres als auch auf Subduktion und sind den Vulkaniten der Uriconian Group in Shropshire sehr ähnlich.

## Alter
Die Coomb Volcanic Formation wurde bisher noch nicht radiometrisch datiert. Ihre geochemische Nähe zur Uriconian Group ermöglicht es jedoch, ihr Alter auf 566 ± 2 Millionen Jahre bis 560 ± 1 Millionen Jahre einzugrenzen.

## Fossilien
Die vulkaniklastischen Siltsteine enthalten eine typisch spät-neoproterozoische Fauna bestehend vorwiegend aus scheibenartigen Formen wie Cyclomedusa sowie Medusinites. Auch sich flach verzweigende Wurmbauten und Fressspuren können angetroffen werden. Als Spurenfossil ist die Gattung Palaeopascichnus delicatus vorhanden, die zur Ichnozone von Harlandiella podolica gehört. Die Körper- und Spurenfossilien finden sich zwischen einzelnen Tufflagen. Die Fossilien sind im Coed Cochion Quarry aufgeschlossen, einem ehemaligen Steinbruch, der mittlerweile zum Site of Special Scientific Interest (SSSI) erhoben wurde.